# パッサテッリ

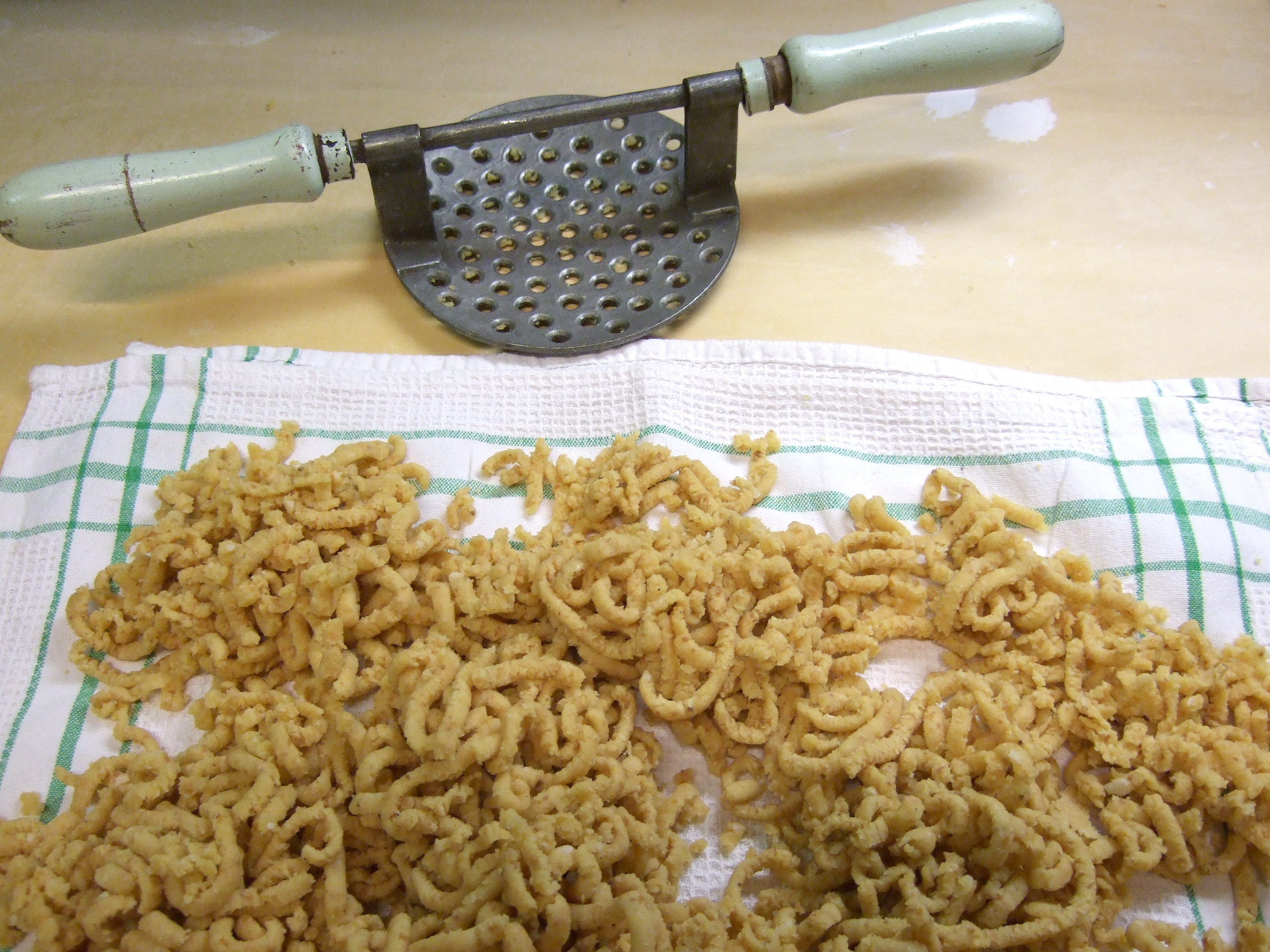
パッサテッリ

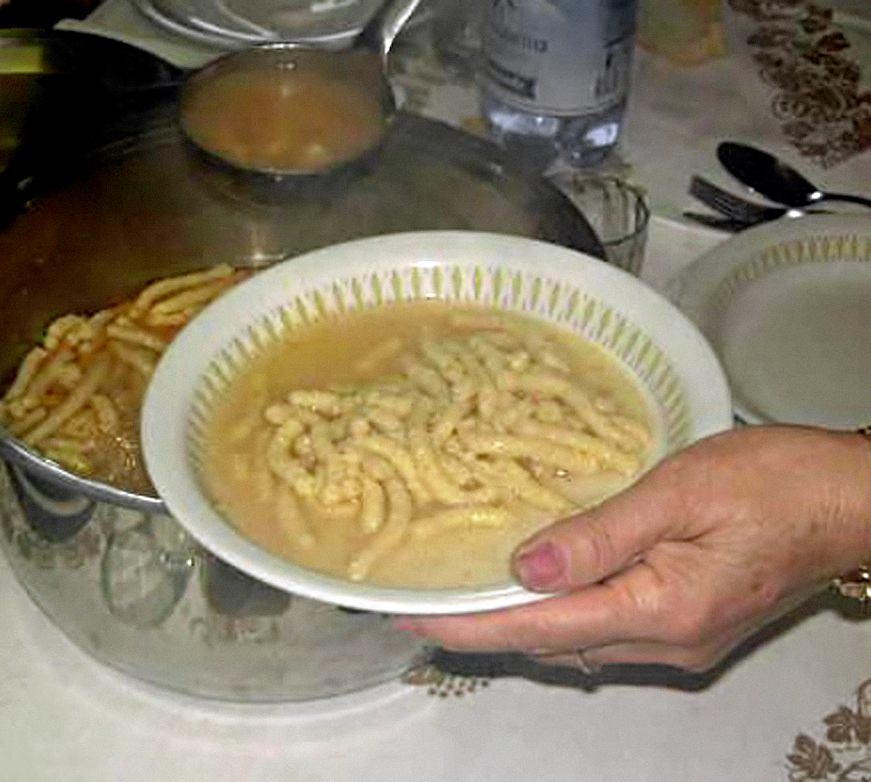
パッサテッリ

パッサテッリ（イタリア語: Passatelli 複数形）は、パン粉、卵、おろしたパルミジャーノ・レッジャーノから作られるパスタであり、一部地域ではレモンやナツメグも入る。鶏のブロードでゆでるのが典型的である。とりわけ、ペーザロ・エ・ウルビーノ県（マルケ州北部）のほか、エミリア＝ロマーニャ州のようなイタリア北部で見かけられる。 
パッサテッリという名称は、専用の金属製器具で生地を押し出して成形する際、いくつも開けられた穴を「通す（パッサーレ）」ことに由来し、ロマーニャ地方ではほとんどの家庭にこの器具があるという。 